# トロイ・トゥロウィツキー
トロイ・トレバー・トゥロウィツキー（Troy Trevor Tulowitzki, 1984年10月10日 - ）は、アメリカ合衆国カリフォルニア州サンタクララ郡サンタクララ出身の元プロ野球選手（遊撃手）。右投右打。
愛称はトゥロ（Tulo）。

## 経歴

### プロ入り前
カリフォルニア州サンタクララで誕生。父が子供の名前の頭文字を全て "T" で統一することにこだわったらしく、Troy Trevor と名付けられた自分だけでなく、兄や姉も "T" から始まる名前になっている。子供のころから野球に親しみ、当時からポジションは遊撃手。父によれば「小学生のころから息子は、三塁にフライが上がれば走って行って取るし、二塁手へのゴロも取りに行っていた」ようで、そのためコーチから「お子さんに自分の守備位置にいるように教えてください」と注意されたという。同じ遊撃手のデレク・ジーターやノマー・ガルシアパーラに憧れていたほか、カル・リプケン・ジュニアが同州オークランドに遠征してきたときにはなるべくチェックしていた。
同州サニーベールのフリーモント高等学校 に進学後は野球だけでなくバスケットボールでも好成績を残す。しかしトゥロウィツキーは「バスケがいいなと考えたこともあった。でも、父さんが野球をやっていたし、父さんもメジャーリーガーをめざしていたからね。父さんの夢を追うつもりで」野球を選ぶことにした。カリフォルニア州立大学ロングビーチ校では、憧れのガルシアパーラと同じ背番号5を身につけ、正遊撃手に定着。後に入学してくるエバン・ロンゴリアとはポジションが重なっていたが、トゥロウィツキーは正遊撃手の座を守り、ロンゴリアが三塁手へコンバートされた。在学中の活躍から、同じ大学出身で2004年にアメリカンリーグ新人王を受賞したボビー・クロスビーと比較されるようになる。

### プロ入りとロッキーズ時代

#### ドラフトからメジャー昇格まで
2005年にコロラド・ロッキーズからMLBドラフト1巡目（全体7位）指名を受け、プロ入り。トゥロウィツキー自身は当初、1巡目・全体3位指名権を持つシアトル・マリナーズからの指名を予想していた。しかし当時のマリナーズは、本拠地球場セーフコ・フィールドの特性に合う強打の左打者を欲していたことや、遊撃にはマイケル・モースやアダム・ジョーンズなど有望株が控えていたことなどから、トゥロウィツキーではなくジェフ・クレメントを指名している。
契約後は傘下のA+級モデスト・ナッツで22試合に出場し、打率.266、4本塁打を記録してプロ1年目を終える。わずか22試合の出場ながらトゥロウィツキーは守備を中心に高く評価され、シーズン終了後に『ベースボール・アメリカ』が発表した若手有望株ランキングでは、ロッキーズ傘下の2位に入った。続く2006年はAA級タルサ・ドリラーズでシーズン開幕を迎え、夏場にはマイナーリーグのオールスター "フューチャーズゲーム" に選出される活躍を見せる。104試合で打率.291・13本塁打・61打点という成績を残したトゥロウィツキーは、8月30日にAAA級コロラドスプリングス・スカイソックスを飛び越してメジャーへ昇格。同日のニューヨーク・メッツ戦に「7番・遊撃手」として先発出場し、マイナー経験126試合という球団史上最速でのメジャーデビューを果たした。9月4日のサンディエゴ・パドレス戦ではウッディ・ウィリアムズからメジャー初本塁打を放つなど、25試合に出場してシーズンを終えた1年目を、トゥロウィツキーは「初めてコールアップされた頃はやっぱり打席で戸惑っていた」「やっぱりメジャーの壁は厚いなって思った」と振り返っている。

#### 新人としてワールドシリーズ進出
2007年、トゥロウィツキーはスプリングトレーニングでクリント・バームスと正遊撃手の座を争う。結果、守備力は両者とも遜色なかったため、オープン戦の打撃成績が良かったトゥロウィツキーのほうがレギュラーを勝ち取った。4月2日のシーズン開幕戦に7番・遊撃として先発出場したトゥロウィツキーは、その後も攻守に奮闘。特に守備は、守備機会数・刺殺・補殺・併殺処理数・守備率などの指標で軒並みメジャー最高の数値を残し、またプラス・マイナス・システムという指標でも全遊撃手中最高の+35を記録、憧れのジーターよりおよそ70個も多くアウトを取ったという結果が算出された。一方の打撃では、4月中には打率が1割台に低迷した時期もあったが、次第に調子を上げていく。9月10日には20号本塁打を放ち、アーニー・バンクスが1954年に記録したナショナルリーグ新人遊撃手による最多記録を更新。シーズン終盤には、二遊間コンビを組む松井稼頭央が1番打者、トゥロウィツキーが2番打者として起用されるようになり、これとほぼ同時期からロッキーズの快進撃が始まった。

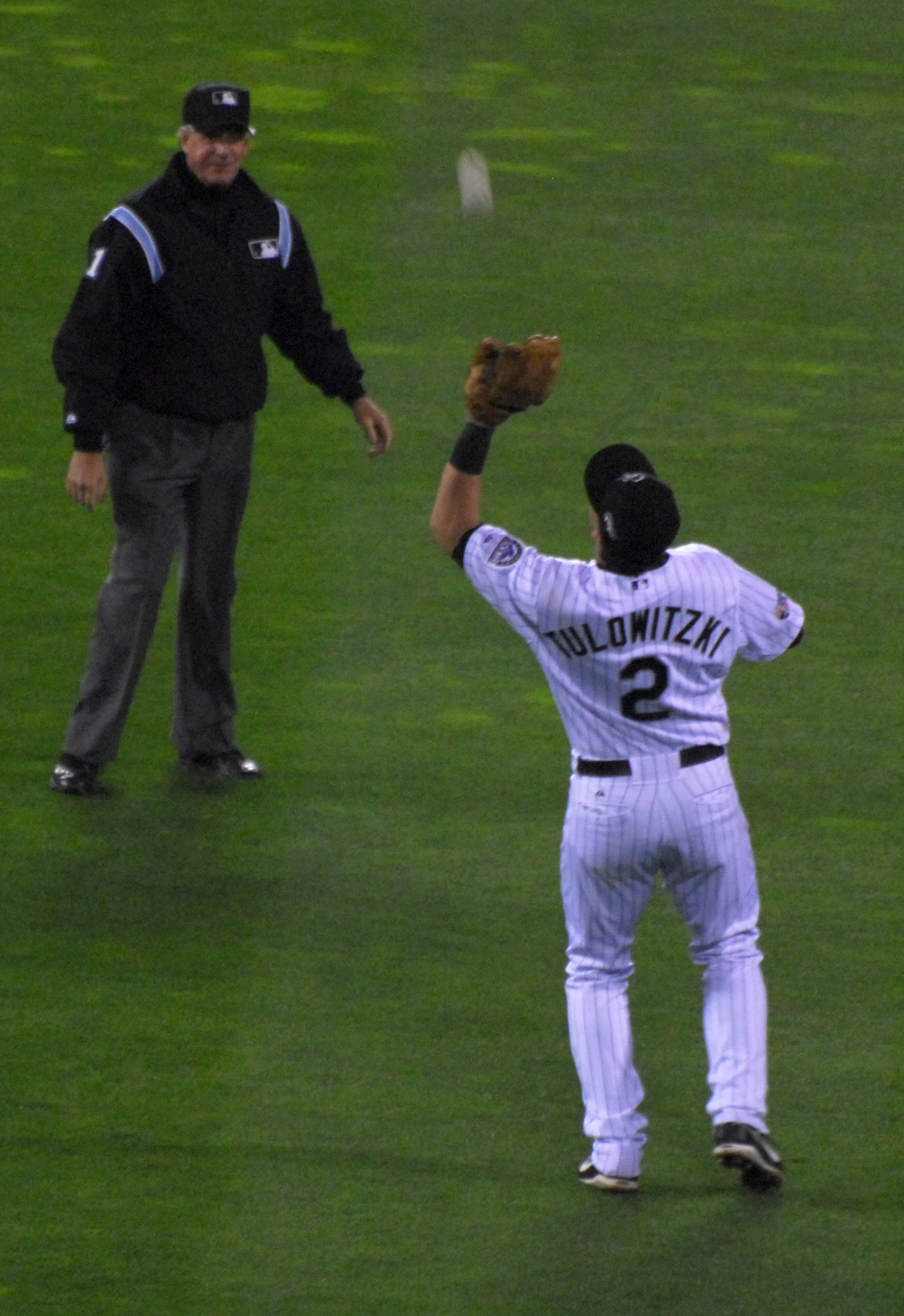
2007年、トゥロウィツキーは新人ながらワールドシリーズ出場を果たす

チームは9月16日から11連勝を記録するなど同月を20勝8敗の好成績で終え、レギュラーシーズン162試合終了時点で89勝73敗と、ワイルドカード争いでパドレスと並んだ。この結果、ロッキーズとパドレスでポストシーズン進出をかけたワンゲーム・プレイオフが10月1日に開催。この試合でトゥロウィツキーは、まず初回裏・無死二塁での第1打席に内野安打を放ち、チャンスを広げ先制点につなげる。4-5と1点ビハインドで迎えた5回裏には、先頭打者として二塁打で出塁、続くマット・ホリデイの適時打で同点のホームを踏んだ。そして2点を追う延長13回裏・無死二塁の場面では、相手クローザーのトレバー・ホフマンから適時二塁打を放ち1点差に詰め寄ると、続くホリデイの適時三塁打でまたも生還し同点に。この後ジェイミー・キャロルの犠牲フライでロッキーズがサヨナラ勝利を収め、12年ぶりのポストシーズン進出を決めた。トゥロウィツキーはこの試合で7打数4安打1打点。この試合の結果はレギュラーシーズンの成績に入るため、トゥロウィツキーのこの年の成績は155試合で打率.291・24本塁打・99打点・OPS.838となった。
その後チームはフィラデルフィア・フィリーズとの地区シリーズを3勝0敗で、アリゾナ・ダイヤモンドバックスとのリーグ優勝決定戦を4勝0敗で、それぞれ制して球団史上初のワールドシリーズ進出を果たす。だがメジャー最高勝率のボストン・レッドソックスと対戦した同シリーズでは、ロッキーズはなす術なく0勝4敗で敗退。トゥロウィツキーも初めてのポストシーズンで打率.195・OPS.608と、レギュラーシーズンからかけ離れた不本意な成績に終わった。
シーズン終了後には主要アワードの受賞者が発表され、新人王はライアン・ブラウンが、ゴールドグラブ賞（遊撃手部門）はジミー・ロリンズが、それぞれ受賞。いずれの賞もトゥロウィツキーは有力候補だったが、受賞を逃した。新人王投票では受賞者のブラウンと2位トゥロウィツキーの獲得ポイント差はわずか2で、1980年に導入された形式下での投票では史上最も僅差であった。これについては落胆の素振りを見せなかったトゥロウィツキーだが、メジャー最高の守備成績を残しながら受賞できなかったゴールドグラブ賞については「守備には凄くプライドを持っているから（受賞できなかったことは）少し残念だった」と悔しさをにじませた。それでもこの活躍に球団は2008年1月23日、トゥロウィツキーに6年3,100万ドル（7年目の2014年は1,500万ドルの球団オプション）の長期契約を与えた。メジャー経験2年以下の選手としては史上最高額となる契約である。

#### 不振からの脱却
2008年のスプリングトレーニングでは、球場クラブハウス内のトゥロウィツキーのロッカーが部屋の中央に配置された。前年に実質1年目を終えたばかりの若手がこうした扱いを受けるのは異例で、トゥロウィツキーが既にチームの中心選手となったことを表していた。4月1日のシーズン開幕戦には「2番・遊撃手」で先発し、第1打席での二塁打を含む4打数3安打と順調な滑り出しを見せる。だがこの年、トゥロウィツキーは2年目のジンクスに苦しむこととなる。翌2日から4試合連続無安打で、そこから打率1割台と低迷。29日のサンフランシスコ・ジャイアンツ戦では1回裏の守備中に左大腿四頭筋を痛めて途中退場し、翌日から故障者リストに入った。さらに、7週間の欠場を経て6月20日に復帰するも、7月4日の試合では苛立ちからバットを叩きつけ、その破片で右手を16針縫う怪我を負ったため故障者リストに戻る羽目に。前半戦は39試合で打率.166・OPS.544という成績に終わる。後半戦は「自分でもよくなっていると思う」と語るように打率.327・OPS.858と復調したが、守備でも「おかしな動きをして足を悪くさせられない」とプレイが抑え気味になるなど、この年は本来の調子からは程遠い状態の1年だった。
このシーズンを74勝88敗と負け越したロッキーズは閉幕後の11月、3選手とのトレードで主砲ホリデイを放出。これにより2009年、監督のクリント・ハードルから、ホリデイの後継となるチームリーダーの役割を求められる。2009年は、ダイヤモンドバックスとの開幕戦でブランドン・ウェブから、翌日の試合ではダン・ヘイレンから、それぞれソロ本塁打を放つという出だし。ただこの年もシーズン序盤は前年同様に打撃不振で、5月27日の段階で打率は.227、OPSは.712であった。この時点で18勝28敗の地区最下位だったロッキーズは29日、ハードルを解任しジム・トレーシーを後任に据える。6月に入り、チームは月間21勝7敗と好転。トゥロウィツキーも、技術面では打撃コーチのドン・ベイラーの指導で前屈みになっていた上体を起こすようフォームを変え、また精神面でも傘下マイナーのメンタルコーチから助言を受けたことなどがきっかけで、調子が上向きになった。6月以降は毎月、月間打率.290以上・月間OPS1.000以上という好調を維持し、最終的にはシーズン打率・OPS・本塁打で自己最高を記録。トレーシーが監督に就任後、74勝42敗のハイペースで勝ち進んだロッキーズは2年ぶりにワイルドカードを獲得しポストシーズンに進んだ。
地区シリーズでロッキーズは、2年前と同じくフィリーズと対戦するが、1勝3敗で敗退し2度目のリーグ優勝はならず。結果的に最終戦となった第4戦では、1点ビハインドの9回裏二死一・二塁という一打逆転サヨナラの場面でトゥロウィツキーに打順が回ってくるが、ブラッド・リッジの前に空振り三振に倒れゲームセット。これによりロッキーズの2009年シーズンが終わった。シーズン終了後のリーグMVP投票では、トゥロウィツキーは5位に。また私生活では、高校時代より付き合っていた恋人のダニルと11月に結婚した。

#### 2010年以降

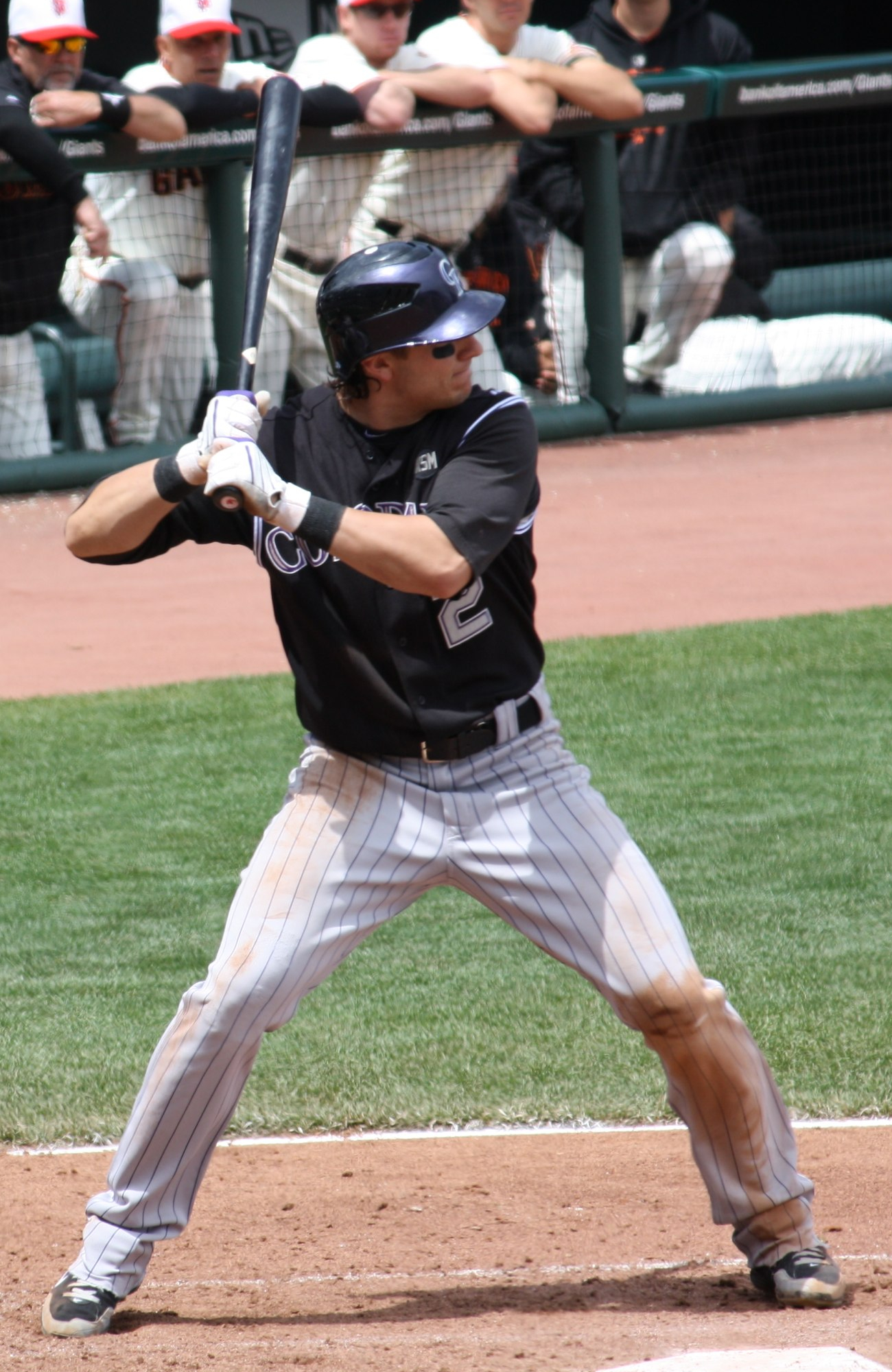
打席に立つトゥロウィツキー（2010年）

2010年は、6月に死球を手首に受けた事で故障者リスト入りしたため、122試合の出場にとどまった。しかし、シーズンでは打率.315、27本塁打、95打点、11盗塁という成績を残し、打率と打点は前年の数字を上回った。圧巻だったの9月の活躍であり、9月3日からの15試合で14本塁打・31打点という成績を記録。また、9月15日のパドレス戦では1試合で7打点を記録し、スポーツ・イラストレイテッド誌から「地球上の生物とは思えない」と評された。最終的に9月は、15本塁打・40打点・30得点・長打率.800を記録し、2度の週間MVPと月間MVPを獲得した。オフにシルバースラッガー賞と、自身初のゴールドグラブ賞を受賞した。
2011年、シルバースラッガー賞とゴールドグラブ賞を2年連続で獲得した。
2012年は、左足内転筋の負傷の影響で、47試合に留まった。
2013年6月13日、守備でダイビングキャッチを試みた際に右の肋骨を骨折し、故障者リストに入り、その間の25試合を欠場した。
2014年は開幕ダッシュに成功し、84打数32安打、打率.381、7本塁打、22打点などと活躍し、4月の月間MVPを受賞した。5月3日、本拠地で行われたメッツ戦で通算1000本安打を達成した。8月15日、股関節を手術し、残り試合を欠場した。この年は離脱するまでに91試合に出場し、打率.340、21本塁打、52打点だった。
2015年、開幕から87試合に出場して打率.300、12本塁打、53打点を記録していた。

### ブルージェイズ時代

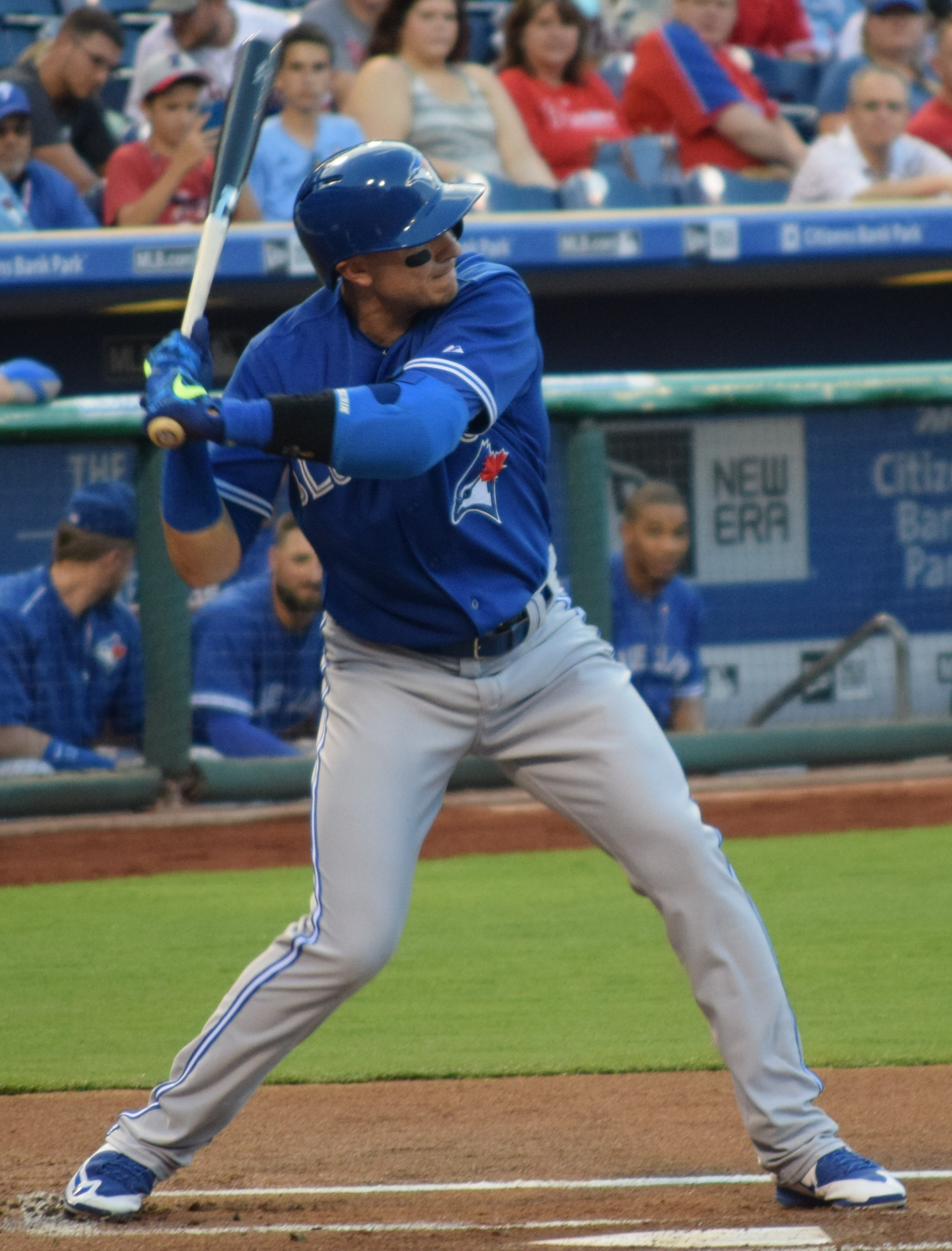
2015年

2015年7月28日にホセ・レイエス、ミゲル・カストロ、マイナー選手2名とのトレードでラトロイ・ホーキンスと共にトロント・ブルージェイズへ移籍した。ブルージェイズ移籍後は41試合に出場したが、打率.239、5本塁打、17打点に留まった。合計128試合に出場し、規定打席（502打席）に到達した。打率.280、17本塁打、70打点だった。
2016年は正遊撃手として131試合に出場。打率こそ.254ながら、24本塁打・79打点という成績を残した。また、通算200本塁打を達成した。
2017年7月28日のロサンゼルス・エンゼルス戦で一塁に走り抜ける際に右足首を捻挫し、翌29日に10日間の故障者リストに入り、8月9日、60日間の故障者リストに移行し残りのシーズンを全休したため、66試合の出場に留まった。
2018年は開幕から60日間の故障者リストに入っていた。この年は復帰することはなく、12月11日に2年3800万ドル（約43億円）の契約を残しながら戦力外となったことが発表された。

### ヤンキース時代
2019年1月4日にニューヨーク・ヤンキースと契約した。7月25日に現役引退を表明した。

## 詳細情報

### 年度別打撃成績
| 年 度     | 球 団     | 試 合 | 打 席 | 打 数 | 得 点 | 安 打 | 二 塁 打 | 三 塁 打 | 本 塁 打 | 塁 打 | 打 点 | 盗 塁 | 盗 塁 死 | 犠 打 | 犠 飛 | 四 球 | 敬 遠 | 死 球 | 三 振 | 併 殺 打 | 打 率 | 出 塁 率 | 長 打 率 | O P S |
| --------- | --------- | ----- | ----- | ----- | ----- | ----- | -------- | -------- | -------- | ----- | ----- | ----- | -------- | ----- | ----- | ----- | ----- | ----- | ----- | -------- | ----- | -------- | -------- | ----- |
| 2006      | COL       | 25    | 108   | 96    | 15    | 23    | 2        | 0        | 1        | 28    | 6     | 3     | 0        | 1     | 0     | 10    | 3     | 1     | 25    | 1        | .240  | .318     | .292     | .609  |
| 2007      | COL       | 155   | 682   | 609   | 104   | 177   | 33       | 5        | 24       | 292   | 99    | 7     | 6        | 5     | 2     | 57    | 3     | 9     | 130   | 14       | .291  | .359     | .479     | .838  |
| 2008      | COL       | 101   | 421   | 377   | 48    | 99    | 24       | 2        | 8        | 151   | 46    | 1     | 6        | 2     | 2     | 38    | 5     | 2     | 56    | 16       | .263  | .332     | .401     | .732  |
| 2009      | COL       | 151   | 628   | 543   | 101   | 161   | 25       | 9        | 32       | 300   | 92    | 20    | 11       | 0     | 9     | 73    | 4     | 3     | 112   | 20       | .297  | .377     | .552     | .930  |
| 2010      | COL       | 122   | 529   | 470   | 89    | 148   | 32       | 3        | 27       | 267   | 95    | 11    | 2        | 1     | 5     | 48    | 4     | 5     | 78    | 17       | .315  | .381     | .568     | .949  |
| 2011      | COL       | 143   | 606   | 537   | 81    | 162   | 36       | 2        | 30       | 292   | 105   | 9     | 3        | 1     | 5     | 59    | 12    | 4     | 79    | 16       | .302  | .372     | .544     | .916  |
| 2012      | COL       | 47    | 203   | 181   | 33    | 52    | 8        | 2        | 8        | 88    | 27    | 2     | 2        | 0     | 1     | 19    | 1     | 2     | 19    | 7        | .287  | .360     | .486     | .846  |
| 2013      | COL       | 126   | 512   | 446   | 72    | 139   | 27       | 0        | 25       | 241   | 82    | 1     | 0        | 0     | 5     | 57    | 5     | 4     | 85    | 9        | .312  | .391     | .540     | .931  |
| 2014      | COL       | 91    | 375   | 315   | 71    | 107   | 18       | 1        | 21       | 190   | 52    | 1     | 1        | 0     | 5     | 50    | 5     | 4     | 57    | 4        | .340  | .432     | .603     | 1.035 |
| 2015      | COL       | 87    | 351   | 323   | 46    | 97    | 19       | 0        | 12       | 152   | 53    | 0     | 0        | 0     | 3     | 24    | 4     | 1     | 72    | 13       | .300  | .348     | .471     | .818  |
| 2015      | TOR       | 41    | 183   | 163   | 31    | 39    | 8        | 0        | 5        | 62    | 17    | 1     | 0        | 0     | 1     | 14    | 1     | 5     | 42    | 4        | .239  | .317     | .380     | .697  |
| '15計     | TOR       | 128   | 534   | 486   | 77    | 136   | 27       | 0        | 17       | 214   | 70    | 1     | 0        | 0     | 4     | 38    | 5     | 6     | 114   | 17       | .280  | .337     | .440     | .777  |
| 2016      | TOR       | 131   | 544   | 492   | 54    | 125   | 21       | 0        | 24       | 218   | 79    | 1     | 0        | 0     | 4     | 43    | 1     | 5     | 101   | 14       | .254  | .318     | .443     | .761  |
| 2017      | TOR       | 66    | 260   | 241   | 16    | 60    | 10       | 0        | 7        | 91    | 26    | 0     | 1        | 0     | 1     | 17    | 1     | 1     | 40    | 10       | .249  | .300     | .378     | .678  |
| 2019      | NYY       | 5     | 13    | 11    | 1     | 2     | 1        | 0        | 1        | 6     | 1     | 0     | 0        | 0     | 0     | 2     | 0     | 0     | 4     | 1        | .249  | .300     | .378     | .678  |
| MLB：13年 | MLB：13年 | 1291  | 5415  | 4804  | 762   | 1391  | 264      | 24       | 225      | 2378  | 780   | 57    | 32       | 10    | 43    | 511   | 48    | 47    | 900   | 146      | .290  | .361     | .495     | .856  |

### 年度別守備成績
| 年 度 | 球 団 | 遊撃（SS） | 遊撃（SS） | 遊撃（SS） | 遊撃（SS） | 遊撃（SS） | 遊撃（SS） |
| 年 度 | 球 団 | 試 合      | 刺 殺      | 補 殺      | 失 策      | 併 殺      | 守 備 率   |
| ----- | ----- | ---------- | ---------- | ---------- | ---------- | ---------- | ---------- |
| 2006  | COL   | 25         | 47         | 69         | 2          | 25         | .983       |
| 2007  | COL   | 155        | 262        | 561        | 11         | 114        | .987       |
| 2008  | COL   | 101        | 190        | 311        | 8          | 70         | .984       |
| 2009  | COL   | 151        | 215        | 433        | 9          | 89         | .986       |
| 2010  | COL   | 122        | 211        | 388        | 10         | 103        | .984       |
| 2011  | COL   | 140        | 261        | 417        | 6          | 98         | .991       |
| 2012  | COL   | 47         | 76         | 140        | 8          | 31         | .964       |
| 2013  | COL   | 121        | 182        | 379        | 8          | 84         | .986       |
| 2014  | COL   | 89         | 119        | 269        | 4          | 59         | .990       |
| 2015  | COL   | 82         | 107        | 241        | 8          | 59         | .978       |
| 2015  | TOR   | 39         | 46         | 120        | 0          | 26         | 1.000      |
| '15計 | TOR   | 121        | 153        | 361        | 8          | 85         | .985       |
| 2016  | TOR   | 128        | 158        | 366        | 9          | 72         | .983       |
| 2017  | TOR   | 64         | 68         | 188        | 8          | 41         | .970       |
| 2019  | NYY   | 4          | 3          | 7          | 0          | 0          | 1.000      |
| MLB   | MLB   | 1268       | 1946       | 3889       | 91         | 871        | .985       |

- 太字年はゴールドグラブ賞受賞

### 表彰
- シルバースラッガー賞（遊撃手部門）：2回（2010年 - 2011年）
- ゴールドグラブ賞（遊撃手部門）：2回（2010年 - 2011年）
- フィールディング・バイブル・アワード（遊撃手部門）：3回（2007年、2010年 - 2011年）
- プレイヤー・オブ・ザ・マンス：2回（2010年9月、2014年4月）

### 記録
MiLB
- オールスター・フューチャーズゲーム選出：1回（2006年）

MLB
- MLBオールスターゲーム選出：5回（2010年 - 2011年、2013年 - 2015年）

#### 諸記録
- トゥロウィツキーは過去、2007年4月29日のアトランタ・ブレーブス戦で無補殺三重殺を[41]、2009年8月10日のシカゴ・カブス戦でサイクル安打を[42]、それぞれ達成している。両方とも経験しているのは、ジョン・バレンティンに次いでMLB史上2人目である[43]。

### 背番号
- 14（2006年）
- 2（2007年 - 2017年）
- 12（2019年）